# Galapagosstormvogeltje
Het galapagosstormvogeltje (Hydrobates tethys synoniem: Oceanodroma tethys) is een vogel uit de familie der Hydrobatidae (Noordelijke stormvogeltjes). 

## Verspreiding en leefgebied
Deze soort broedt op de Galapagoseilanden en aan de Peruaanse kust en telt twee ondersoorten:
- H. t. tethys: Galapagoseilanden.
- H. t. kelsalli: Peruaanse kust.

## Status
De grootte van de populatie is in 2004 geschat op 500 duizend vogels. Op de Rode lijst van de IUCN heeft deze soort de status niet bedreigd.